# Раленков, Крыстьо
Крыстьо Раленков (болг. Кръстьо Раленков, 16 июля 1965, Панагюриште, Пазарджикская область — 6 августа 2025) — болгарский поэт, прозаик, сатирик, сценарист.

## Биография
Родился 16 июля 1965 года в Панагюриште. Он окончил среднюю школу в Софии, а затем изучал философию в Софийском университете. Его дебютные публикации появились в студенческих журналах «Родна реч» и «Средношколско знаме». Публиковал стихи, рассказы и фельетоны во многих газетах, в том числе «Стыршел», «Стандарт» и «Факел».
В 1990 году он явился одним из основателей журнала «Гермес» вместе с Младеном Мисаной, Вячеславом Остером и Эмилией Дворяновой. Журнал развивался в форме ежегодного альманаха и ставил своей целью публикацию «незаслуженно отвергнутых или не предложенных рукописей». В период с 1997 по 1998 год он был сценаристом фильма «Каналетто» .
В 2012 году он стал лауреатом премии имени Славейкова за лирические стихи. В следующем году вышел его дебютный сборник стихов «День однодневки», изданный при поддержке муниципалитета Панагюриште. В 2018 году вышла его вторая книга стихов «Кислород».
В 2022 году он был удостоен премии имени Ивана Николова за книгу «Смерть спрашивает, кто ты».
Умер от рака 6 августа 2025 года.